# Tan Jing
Tan Jing (Houma, Shanxi, China, 11 de septiembre de 1977) es una actriz y cantante china, intérprete de temas musicales acompañada de un conjunto de danza estilo militar. Su música combina entre el canto nacional y otros estilos populares de la China. Ha sido bautizada como «La Voz de la Armonía» por sus esfuerzos de difundir la música china, como la cultura y la buena voluntad a través de sus contribuciones profesionales y filantrópicas.
Ella se ha ganado un título de maestría de Estudios de la Música Popular y es miembro electa de la décima Asamblea Popular Nacional. Actualmente desempeña como Directora de la Asociación de Música Pop de China y ha sido elegida como una de las mejores intérpretes femeninas.
También ha participado en óperas nacionales como Ode to Mulan y The White Haired Girl, en los musicales de Crazy Snow, Jasmine, y en In That Distant Place y entre otras obras. También ha sido portadora de la antorcha para los Juegos Olímpicos de Pekín 2008 y su canción, Sky, fue utilizada para la apertura de la ceremonia.